# Хименес, Сантьяго (колумбийский футболист)
Себастьян Хименес Мехия (исп. Santiago Jiménez Mejía; род. 23 марта 1998 года, Сан-Антонио де Прадо, Колумбия) — колумбийский футболист, полузащитник клуба «Энвигадо».

## Клубная карьера
Хименес — воспитанник клуба «Энвигадо». 30 апреля 2015 года в поединке Кубка Колумбии против «Индепендьенте Медельин» Сантьяго дебютировал за основной состав. 28 февраля 2016 года в матче против «Альянса Петролера» он дебютировал в Кубке Мустанга.

## Международная карьера
В 2015 году в составе юношеской сборной Колумбии Хименес принял участие в юношеском чемпионате Южной Америки в Парагвае. На турнире он принял участие в матчах против команд Уругвая, Бразилии и дважды Парагвая.